# Plastobelyta
Plastobelyta is een geslacht van vliesvleugeligen uit de familie Pteromalidae. De wetenschappelijke naam van dit geslacht is voor het eerst geldig gepubliceerd in 1906 door Kieffer.

## Soorten
Het geslacht Plastobelyta is monotypisch en omvat slechts de volgende soort:
- Plastobelyta gallicola Kieffer, 1906